# Ijaazat
Ijaazat – bollywoodzki dramat z 1987 roku, którego twórca jest Gulzar (Maachis, Hu Tu Tu). Film należy do gatunku realistycznego kina artystycznego, znanego w Indiach jako parallel cinema. Tematem tego filmu jest dramat zaaranżowanego małżeństwa przeżywającego kryzys w związku z pojawieniem się w życiu mężczyzny kobiety kochanej w przeszłości. Film rozgrywa się na dwóch płaszczyznach czasowych: przypadkowego spotkania od lat rozdzielonych małżonków i ich wspomnień ze wspólnego życia.

## Fabuła
Nocą w poczekalni małej stacji oddzielonej od świata ścianą deszczu spotyka się dwoje ludzi czekających na poranny pociąg: Mahinder (Naseeruddin Shah) i Sudha (Rekha). Poruszeni swym widokiem ostrożnie rozpoczynają rozmowę przerwaną kilka lat temu. Wspominając swoje zaaranżowane przez rodzinę małżeństwo, w które wkroczyła jego miłość z czasów studiów Maya (Anarudha Patel).

## Obsada[1]
- Rekha – Sudha
- Naseeruddin Shah – Mahender
- Anuradha Patel – Maya
- Ram Mohan – Kontroler biletów
- Sulabha Deshpande – Parvati

## Nagrody
- 1988 National Film Award za Najlepszy śpiew Kobiecy: Asha Bhosle – Mera Kuch Samaan
- 1988 National Film Award za tekst piosenki: Gulzar – Mera Kuch Samaan
- 1989 Nagroda Filmfare za Teksty Piosenek: Gulzar

## Muzyka i piosenki
W filmie cztery piosenki śpiewane przez Asha Bhosle, twórcą muzyki jest Rahul Dev Burman. Dwie z nich to gazele.
- Khali Haath Sham Aayee Hai
- Mera Kuchh Saamaan (nagrodzona za śpiew i tekst piosenki)
- Katra Katra
- Chhotisi Kahani Se